# Jan van Scorel
Jan van Scorel, nizozemski slikar, *1. avgust 1495, Schoorl, † 6. december 1562, Utrecht.